# غيلبرت جيسوب (لاعب كريكت)
غيلبرت جيسوب (بالإنجليزية: Gilbert Jessop)‏ (و. 1874 – 1955 م) هو لاعب كريكت، ولاعب كرة قدم من المملكة المتحدة، والمملكة المتحدة لبريطانيا العظمى وأيرلندا، ولد في شلتنهام، توفي عن عمر يناهز 81 عاماً.

## التعليم
تعلم في كلية المسيح في جامعة كامبريدج ‏
.

## جوائز
حصل على جوائز منها:

لاعب كريكت ويسدن للسنة ‏

## روابط خارجية
- غيلبرت جيسوب على موقع إي آس بي آن كريك إنفو (الإنجليزية)